# Friedrich Reinhold Kreutzwald
Friedrich Reinhold Kreutzwald, (Jõepere (gemeente Kadrina), 26 december 1803 – Tartu, 25 augustus 1882; volgens de juliaanse kalender, die in het Keizerrijk Rusland van kracht was: 14 december 1843–13 augustus 1882) was een Estische arts, schrijver en dichter. Zijn bekendste werk is Kalevipoeg, een in allitererende verzen geschreven episch gedicht, dat als het Estische nationale epos wordt beschouwd. Het werk is gebaseerd op motieven uit de Estische legenden en volksliederen.

## Levensloop
Kreutzwald werd in 1803 geboren als zoon van Juhan Reinholdson en Ann Ristimets, horigen op het landgoed Jõepere in de buurt van Rakvere. Het landgoed was in handen van de familie Vietinghoff. Juhan was schoenmaker en later ook beheerder van de graanschuur, Ann was kamermeisje. In 1804 werd Juhan overgeplaatst naar een ander landgoed van de familie Vietinghoff, Kaarli, dat eveneens in de buurt van Rakvere lag. In 1816 werd in het Russische gouvernement Estland de lijfeigenschap afgeschaft. Een jaar eerder hadden Kreutzwalds ouders echter al een vrijbrief gekregen, waarna ze konden gaan en staan waar ze wilden. Juhan werd eerst herbergier, later beheerder van het landgoed Ohulepa bij Rapla en ten slotte beheerder van het landgoed Viisu bij Paide.
Kreutzwald had van zijn familie al lezen en schrijven geleerd. Tussen 1815 en 1820 bezocht hij scholen in Rakvere en Tallinn. Het betekende dat hij moest overschakelen van Estisch op Duits, in die tijd de taal van de elite, en zijn Estische naam Vidri Rein Ristimets moest inwisselen voor Friedrich Reinhold Kreutzwald. De naam betekent overigens hetzelfde; zijn voorouders kwamen van het landgoed Ristimets Talu, ofwel Kreuzwald-Hof.
Nadat hij tussen 1820 en 1824 als onderwijzer had gewerkt in Tallinn en in 1824-1825 als huisleraar in Sint-Petersburg, studeerde hij tussen 1826 en 1833 geneeskunde aan de universiteit van Dorpat (het huidige Tartu). Daar sloot hij zich aan bij een groep Estische studenten onder leiding van Friedrich Robert Faehlmann. De groep zette zich in voor het gebruik en behoud van de Estische taal. In 1838 stond de groep aan de wieg van het Genootschap van Estische Geleerden (Estisch: Õpetatud Eesti Selts), dat in 1849 Kreutzwald tot erelid benoemde. Kreutzwald werd ook lid van Estonia Dorpat, de vereniging van studenten uit het gouvernement Estland. In die vereniging was overigens de voertaal Duits.
In het jaar van zijn afstuderen trouwde hij met Marie Elisabeth Saedler (1805-1888). Ze zouden drie kinderen krijgen. Tussen 1833 en 1877 werkte hij als stadsgeneesheer in Võru, Lijfland. Hij onderhield een uitgebreide briefwisseling met zijn medeleden van het Genootschap van Estische Geleerden. Ook werd hij in zijn hoedanigheid van arts lid van een groot aantal Europese wetenschappelijke genootschappen.
In Võru ontstonden de belangrijkste literaire werken van Kreutzwald. Hij kreeg vaak bezoek van collega-schrijvers, onder wie Lydia Koidula. Ook Elias Lönnrot, de schrijver van de Kalevala, de Finse tegenhanger van Kalevipoeg, logeerde bij hem. In 1872 werd hij erevoorzitter van de Vereniging van Estische Schrijvers (Eesti Kirjameeste Selts).
In 1877 ging hij met pensioen. Hij trok in bij zijn dochter Annette Adelheid en zijn schoonzoon Gustav Blumberg in Tartu. Daar stierf hij in 1882. Hij ligt begraven op de Oude Sint-Jansbegraafplaats, onderdeel van de Raadi-begraafplaats, in Tartu.

## Oeuvre
Kreutzwald schreef zowel in het Duits als in het Estisch. In het Duits leverde hij diverse bijdragen over de cultuur en de geschiedenis van de Esten aan het weekblad Das Inland, een tijdschrift over het Balticum dat tussen 1836 en 1863 in Tartu werd uitgegeven. In het Estisch schreef hij verhalen en artikelen, onder andere voor Postimees, de krant van Johann Voldemar Jannsen, de vader van Lydia Koidula. Hij vertaalde ook van het Duits in het Estisch en omgekeerd. Ook op zijn vakgebied, de geneeskunde, publiceerde hij, soms in het Estisch. Hij ging later steeds meer Estisch en steeds minder Duits schrijven.
Vanaf 1846 werkte hij mee aan Kasuline Kalender (‘De nuttige kalender’), een almanak. Hiervoor schreef hij ook gedichten. Hierin publiceerde hij ook de eerste versie van Reinowadder Rebbane, een bewerking van de verhalen over Reinaert de Vos, die later in boekvorm verscheen.
Friedrich Robert Faehlmann had al een begin gemaakt met de bundeling van legendes over Estlands nationale held Kalevipoeg toen hij 1850 kwam te overlijden. Kreutzwald maakte het werk af. Een eerste versie van het epos mocht van de Russische censuur niet gepubliceerd worden. Een tweede versie verscheen tussen 1857 en 1861 in afleveringen. Een derde, wat ingekorte versie verscheen in 1862 in boekvorm in Finland.
In 1866 publiceerde hij een verzameling sprookjes, Eesti rahva ennemuistsed jutud (‘Oeroude Estische volksverhalen’). Net als Kalevipoeg verscheen het boek in Finland, waar de censuur wat minder streng was dan in Rusland. In 1875 mocht het boek alsnog in Tartu worden gedrukt.
Na Kreutzwalds dood verscheen in 1885 nog zijn gedicht Lembitu.
Kreutzwald leverde ook bijdragen aan het eerste Estisch-Duitse woordenboek van Ferdinand Johann Wiedemann en nam deel aan het debat over een officiële spelling voor het Estisch.

## Invloed

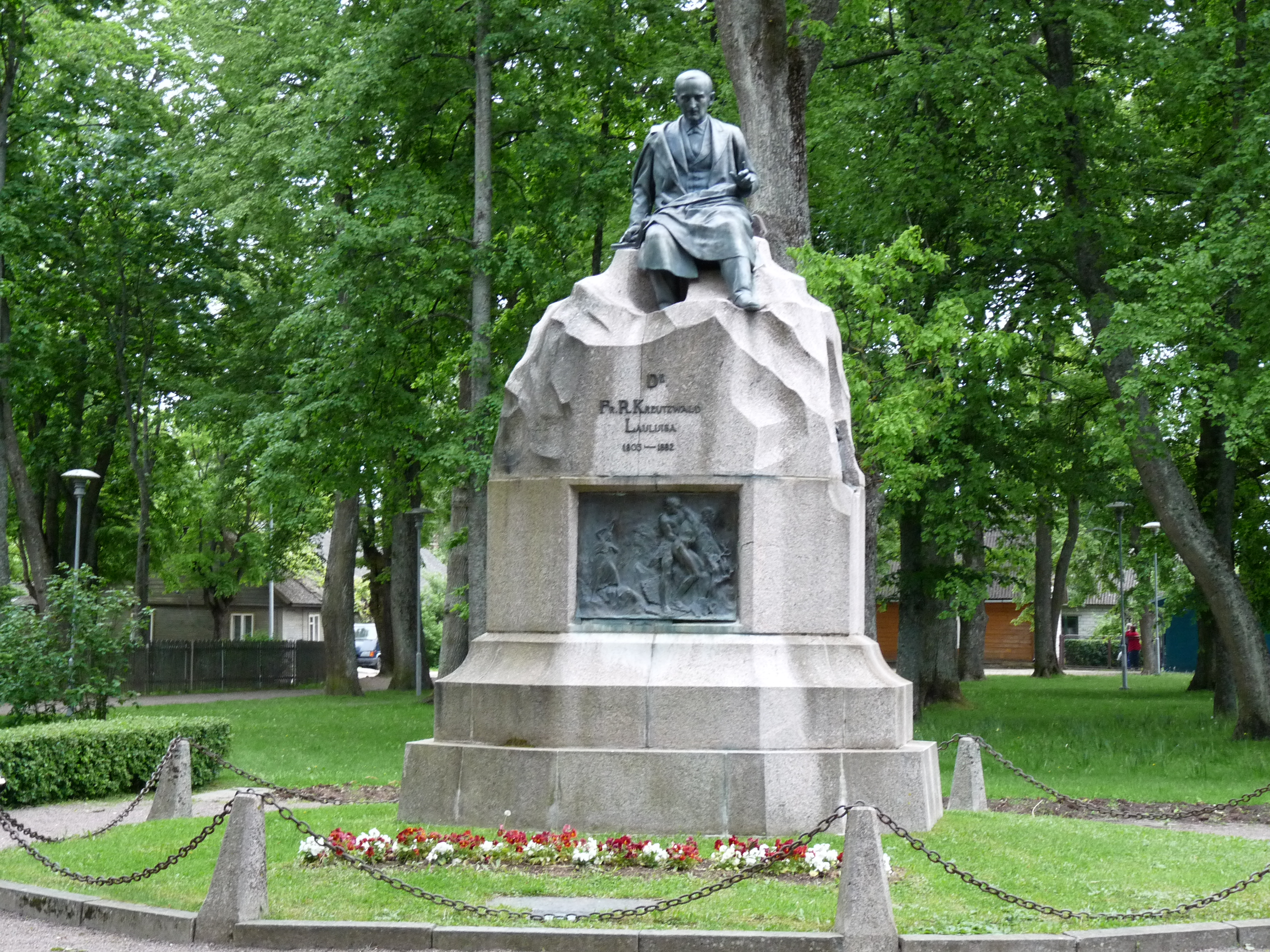
Monument voor Friedrich Reinhold Kreutzwald in Võru, vervaardigd door Amandus Adamson

Kreutzwald heeft een grote invloed gehad op de Estische literatuur en zelfs op de Estische taal. Woorden als palavik (‘koorts’), organ (‘orgaan’), reuma (‘reuma’), laviin (‘lawine’), röövik (‘rupsband’), kilpkonn (‘schildpad’), kristlane (‘Christus’) en täheldama (‘observeren’) heeft hij voor het eerst gebruikt.
Er staan monumenten voor Kreutzwald in Rakvere, Tallinn, Tartu en Võru. Er zijn talloze straten naar hem vernoemd in heel Estland.
In 1938 en 2003 verschenen Estische postzegels met het portret van Kreutzwald.